# Айронс, Макс
Максимилиан Пол Диармид «Макс» Айронс (англ. Maximilian Paul «Max» Diarmuid, род. 17 октября 1985, Лондон) — английский актёр, наиболее известный ролями Генри в триллере «Красная Шапочка», Джареда Хоу в фильме «Гостья», а также ролью Эдварда IV в телесериале «Белая королева», снятом по мотивам книги Филиппы Грегори «The White Queen».

## Биография
Макс Айронс родился в Лондоне, Камден. Сын ирландской актрисы Шинейд Кьюсак и актёра Джереми Айронса, внук актёра Сирила Кьюсака.
Учился в школе Dragon School в Оксфорде. Каникулы проводил в ирландском графстве Корк, где по-прежнему располагается семейный замок Айронсов. Впоследствии был переведён в школу в графстве Дорсетшир, где он активно занимался спортом, играл в регби, два с половиной года посвятил гребле. Окончил Гилдхоллскую школу музыки и театра в 2008 году.
Параллельно с обучением театральному искусству Макс Айронс занимался модельным бизнесом и съёмками в кино. В 2006 году Макс был случайно замечен фотографом Марио Тестино, благодаря которому появился в фотосессии Burberry и в других рекламных кампаниях.
В 2011 году сыграл в фильме режиссёра Кэтрин Хардвик «Красная Шапочка».
22 марта 2013 года состоялась мировая премьера фильма «Гостья», в котором Макс Айронс сыграл роль Джареда Хоу.
В 2013 году снялся в телесериале «Белая королева», который снят по одноимённому историческому роману британской писательницы Филиппы Грегори. Книга является первой частью серии «Война кузенов» (The Cousins' War). Сюжет сериала основан на сюжете нескольких книг, представляет собой адаптацию трёх романов Филиппы Грегори: «Белая королева», «Красная королева» и «Дочь Создателя королей». В 2014 году вышли два фильма с участием актёра: «Женщина в золоте» (Woman In Gold) и «Клуб Бунтарей» (The Riot Club).
В 2017 году вышла экранизация одноименного романа Агаты Кристи «Скрюченный домишко», где Айрон исполнил главную роль — частного детектива Чарльза Хэйварда.
С самого детства страдает дислексией.

## Личная жизнь
В 2011 году Макс начал встречаться с австралийской актрисой Эмили Браунинг, но летом 2012 пара рассталась.
В 2019 году женился на fashion-директоре Tatler Софи Пера.

## Фильмография
| Год  | Русское название      | Оригинальное название   | Роль               | Примечание           |
| ---- | --------------------- | ----------------------- | ------------------ | -------------------- |
| 2004 | Театр                 | Being Julia             | мальчик у занавеса |                      |
| 2009 | Неоплаченная любовь   | Unrequited Love         | Том                |                      |
| 2009 | Беглянка              | The Runaway             | Томми              |                      |
| 2009 | Дориан Грей           | Dorian Gray             | Люциус             |                      |
| 2011 | Красная Шапочка       | Red Riding Hood         | Генри              |                      |
| 2013 | Гостья                | The Host                | Джаред Хоу         |                      |
| 2013 | Белая королева        | The White Queen         | Эдвард IV          | сериал; 10 серий     |
| 2013 | Антонио Вивальди      | Vivaldi                 | Антонио Вивальди   |                      |
| 2014 | Клуб бунтарей         | The Riot club           |                    |                      |
| 2015 | Урожай дьявола        | Bitter Harvest          | Юрий               |                      |
| 2015 | Женщина в золоте      | Woman in Gold           | Фриц Альтман       |                      |
| 2016 | Тутанхамон            | Tutankhamun             | Говард Картер      | сериал, 4 эпизода    |
| 2017 | Скрюченный домишко    | Crooked House           | Чарльз Хэйвард     |                      |
| 2017 | Жена                  | The Wife                | Дэвид Кастельман   |                      |
| 2018 | Конченая              | Terminal                | Альфред            |                      |
| 2018 | Кондор                | Condor                  | Джо Тёрнер         | сериал, главная роль |
| 2018 | Маленькая барабанщица | The Little Drummer Girl | Эл                 | сериал               |
|      | Молодой Шерлок        | Young Sherlock          | Майкрофт Холмс     | сериал               |